# Coconut Island (Hawaii)
Coconut Island (auch Moku o Loʻe) ist eine 113.000 m² große Insel in der Kāneʻohe-Bucht vor Oʻahu im US-Bundesstaat Hawaii. Sie beherbergt die Meeresforschungsanstalt Hawai‘i Institute of Marine Biology.

## Namensherkunft
Der englische Name leitet sich von dem Palmenbestand ab, den die ursprüngliche Besitzerin, Prinzessin Bernice Pauahi Bishop, auf der Insel angepflanzt hatte, während sich die hawaiische Bezeichnung auf Loʻe, den Namen einer Frau bezieht, die der Legende nach dort gelebt hat.

## Geschichte
Vor 1930 wurde die damals 4,86 ha große Insel von Schafhirten und Fischern genutzt, bis sie von Christian Holmes, einem Konservenfabrikbesitzer, für sein Unternehmen gekauft wurde. Er vergrößerte die Fläche auf 11,33 ha mit Sand von der Sandbank in der Kāneʻohe-Bucht und legte zahlreiche Fischteiche an. Er importiert Hunderte von exotischen Pflanzen und Bäumen und baute sich einen Meerwasserpool, da er die Insel auch privat nutzen wollte. Zusätzlich legte er sich einen kleinen Privatzoo an, der später die Basis für den Honolulu Zoo bildete.
Nach Holmes Tod 1944 errichtete die Marine Corps Base Hawaii auf der Insel Quartiere für ihre Offiziere. 1947 wurde sie von Edwin Pauley, einem Industriellen aus dem Erdölgeschäft und weiteren Partnern für 250.000 US-Dollar erworben und in ein Luxusresort umgebaut. Zu den Besuchern gehörten u. a. Harry Truman, Lyndon B. Johnson, Red Skelton, Richard Nixon und Ronald Reagan. 1951 übernahm Pauley allein die Insel und verpachtete einen Teil kostenlos an Hawaii. Er half bei der Gründung des Hawaiʻi Marine Lab mit einer Spende von 300.000 US-Dollar.
1965 wurde es in Hawaiʻi Institute of Marine Biology umbenannt. Im gleichen Jahr bemerkte die Steuerbehörde, dass Pauley seine Grundsteuer nur für die ursprüngliche Größe der Insel von 4,86 ha bezahlt hatte. Nach einem Gerichtsverfahren wurde er der hinzugewonnenen Landfläche enteignet. Der Pauley verbliebene Teil der Insel wurde 1987 von einem japanischen Investor für 8,5 Millionen US-Dollar gekauft, bis er wiederum 1995 von der University of Hawaiʻi at Mānoa  mit einer Spende von Pauleys Witwe erworben wurde.
Bekannt wurde Coconut Island durch die 1960er-Fernsehserie Gilligans Insel, deren Eröffnungsszene dort gedreht wurde.
Einmal im Monat jeweils sonntags werden Führungen für die Allgemeinheit durchgeführt.